# Séance (film, 2000)
Pour les articles homonymes, voir séance.
Pour plus de détails, voir Fiche technique et Distribution.
Séance (降霊, Kōrei) est un téléfilm japonais réalisé par Kiyoshi Kurosawa, sorti en 2000.

## Synopsis
Après l'enlèvement d'une petite fille, la police qui est sans recours, fait appel à Junko pour son don de médium. Elle et son mari Koji forment un couple sans histoire. Ce qu'ils ne savent pas encore, c'est que la petite fille enlevée, à la suite d'un concours de circonstances, est enfermée dans une malle dans leur propre garage.

## Fiche technique
- Titre : Séance
- Titre original : 降霊 (Kōrei?)
- Réalisation : Kiyoshi Kurosawa
- Scénario : Kiyoshi Kurosawa
- Pays d'origine :  Japon
- Langue originale : japonais
- Format : couleurs - 1,37:1 - Dolby - 35 mm
- Genre : horreur, drame
- Durée : 118 minutes
- Date de sortie :
  - Japon : 12 mai 2001[Information douteuse]

## Distribution
- Kōji Yakusho : Koji Sato
- Jun Fubuki : Junko Sato
- Tsuyoshi Kusanagi : Hayasaka
- Hikari Ishida : client de Junko
- Kitarō : détective
- Ittoku Kishibe : professeur
- Ren Osugi : client au restaurant
- Shō Aikawa : prêtre Shinto
- Daikei Shimizu : Tazaki